# Uhlíková hvězda

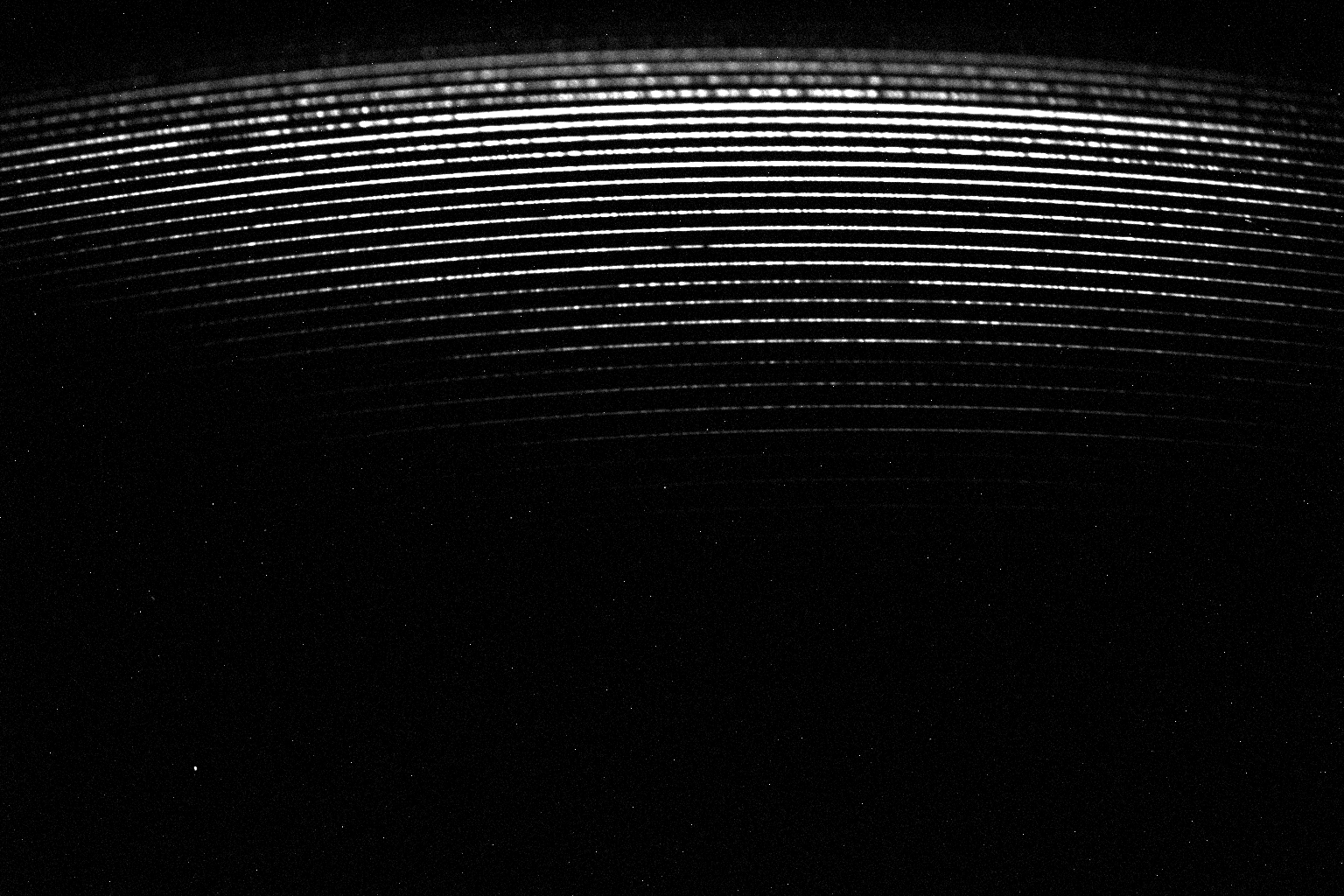
Ešeletové spektrum uhlíkové hvězdy UU Aurigae

Uhlíková hvězda je hvězda podobná červenému obru, jejíž atmosféra však obsahuje více uhlíku než kyslíku. Tyto dva prvky se spojují v horních vrstvách hvězdy a tvoří oxid uhelnatý. Tím se spotřebuje veškerý kyslík v atmosféře a zbylé atomy uhlíku mohou volně vytvářet další sloučeniny uhlíku, což dodává hvězdě atmosféru s nápadně červeným vzhledem.
U normálních hvězd (jakým je např. Slunce) je atmosféra bohatší na kyslík než uhlík. Obyčejné hvězdy nevykazují vlastnosti uhlíkových hvězd, i když i zde vzniká oxid uhelnatý, a proto jsou nazývány hvězdami bohatými na kyslík.
Většina uhlíkových hvězd jsou dvojhvězdy, kde jedna je obrovská hvězda a druhá bílý trpaslík. Atmosféru obra i s uhlíkem odvádí bílý trpaslík, takže ve spektru poté existují čáry atomů od obou dvou hvězd. Uhlíkové hvězdy mají poměrně výraznou spektrální charakteristiku. Jejich spektrum prvně rozpoznal Angelo Secchi už v šedesátých letech devatenáctého století.